# Opera da camera
Per opera da camera si intende un'opera breve, eseguita da un complesso da camera o comunque da un organico orchestrale ridotto, che presenta pochi personaggi, con una realizzazione scenica semplificata e di durata piuttosto breve.

## Storia

### Antecedenti
Anche se ufficialmente gli inizi dell'opera da camera si fanno risalire intorno al 1910 il termine viene usato anche per brevi realizzazioni teatrali del XVIII secolo. Un esempio è La serva padrona di Giovan Battista Pergolesi del 1733 che, nata come intermezzo buffo alla sua opera Il prigionier superbo, ha assunto poi importanza propria come opera da camera per la sua breve durata (45 minuti) e per aver solo tre personaggi e diventando ben più celebre dell'opera seria di cui faceva parte.

### XX secolo
L'opera da camera propriamente detta nacque in opposizione alle grandi realizzazioni romantiche e in particolare come reazione ai colossali lavori wagneriani. Il termine fu usato in chiaro per la prima volta nell'opera Sāvitri di Gustav Holst del 1909. In seguito il compositore Georges Migot ha sottotitolato la sua opera Le Rossignol en amour, del 1926, come opéra de chambre.
Nel primo dopoguerra, in seguito alle ristrettezze economiche in cui versavano molte compagnie teatrali, si sviluppò l'idea di realizzazioni di ridotte dimensioni. Il primo esempio di questo nuovo teatro è Histoire du soldat di Igor' Stravinskij del 1918; anche se non può essere definita opera in senso stretto, in quanto manca la parte cantata, l'Histoire ha importanza come primo teatro da camera ambulante, strutturato per essere trasportabile con pochi orchestrali e pochi interpreti. Stravinskij però aveva già realizzato con Renard nel 1916 un lavoro che, sebbene particolare presentando anche danzatori e mimi, si può considerare un esempio di opera da camera.
Tra le prime importanti opere da camera può essere annoverata Ariadne auf Naxos di Richard Strauss del 1912, in un solo atto e un prologo, con soli quattro personaggi. Paul Hindemith realizzò nel 1926 un suo lavoro, Cardillac, in tre atti con solo sette interpreti. 
In seguito questo tipo di opera breve diventerà un'espressione sempre più legata alle nuove tendenze grazie alla praticità di esecuzione, la possibilità di condensare diverse espressioni in poco tempo e poco spazio e per la facoltà di sperimentare nuovi significativi accostamenti.
Altri compositori che si cimentarono in questo tipo di opera furono Bohuslav Martinů con Les larmes de couteau e Darius Milhaud che, con la trilogia L'enlèvement d'Europe, L'abandon d'Ariane, La délivrance de Thésée,  realizzò delle opere da camera ricche di ironia a cui pose come sottotitolo opéras-minute per indicarne la brevità.
Altro musicista specializzatosi nelle opere per piccolo complesso fu Benjamin Britten che ha dato un notevole impulso a questo nuovo genere, anche se nessuna delle sue realizzazioni ha mai avuto questa denominazione. Il suo senso innato delle giuste proporzioni diede come risultato prima The Rape of Lucretia nel 1946, seguita da Albert Herring (1947) e soprattutto Il giro di vite del 1954 in un prologo, due atti e solo tredici strumenti. Durante gli anni 1940, egli formò la English Opera Group con lo scopo di promuovere le sue composizioni. Dal momento che la English Opera Group contava un numero di membri ridotto, Britten poteva organizzare i suoi concerti con relativa facilità. Altri compositori che hanno composto opere da camera includono Hans Werner Henze, Kurt Weill, Harrison Birtwistle, Thomas Adès, George Benjamin, William Walton e Philip Glass.